# Spilopera gracilis
Spilopera gracilis är en fjärilsart som beskrevs av Butler 1879. Spilopera gracilis ingår i släktet Spilopera och familjen mätare. Inga underarter finns listade i Catalogue of Life.